# Chézyho rychlostní součinitel
Chézyho rychlostní součinitel je jedním z členů Chézyho rovnice, která dovoluje výpočet střední průřezové rychlosti, resp. s aplikací rovnice kontinuity výpočet průtoku v potrubí a zejména v otevřených korytech. V počátcích hydrauliky jako vědního oboru býval udáván číselnou hodnotou, která se ale podle různých výzkumníků i značně lišila. Během doby bylo odvozeno několik desítek vztahů založených na různých základech (viz). V zásadě můžeme rozlišit následující hlavní skupiny těchto vztahů:
- součinitele mocninné
- součinitele logaritmické
- ostatní

Rozměr Chézyho rychlostního součinitele vyplývá z Chézyho rovnice a je [m0,5s−1], tedy rozměr odmocniny ze zrychlení.

## Součinitele exponenciální
Tyto vzorce mají standardní tvar
{\displaystyle C={\frac {1}{n}}{R^{y}}}
kde {\displaystyle R=S/O}, {\displaystyle R} je hydraulický poloměr [m], {\displaystyle S} průtočná plocha [m2] a {\displaystyle O} omočený obvod [m]. Exponent {\displaystyle y} může být konstantou či funkcí určitých proměnných. Součinitel {\displaystyle n} je tzv. součinitel drsnosti (v angloamerické literatuře též často nazýván Manningův součinitel drsnosti), vyjadřující hydraulické odpory koryta.
Typickým představitelem je Chézyho součinitel podle Manninga, kde {\displaystyle y=1/6}. Podrobné pojednání o vzniku Manningovy rovnice (viz). Další výzkumníci došli k hodnotám {\displaystyle y=1/5} (Forchheimer) a {\displaystyle y=1/4} (Lacey)
Sovětský akademik Pavlovskij odvodil ve 30. letech 20. stol. svůj v Sovětském svazu i u nás velmi rozšířený vztah
{\displaystyle y=2,5\surd n-0,13-0,75\surd R(\surd n-0,10)}
Literatura uvádí dvě možná zjednodušení tohoto poměrně složitého vztahu, která navrhl jeho autor, a to jednak z hlediska hydraulického poloměru (viz např.):
{\displaystyle y=1,5\surd n} pro {\displaystyle R\leqq 1} m
{\displaystyle y=1,3\surd n} pro {\displaystyle R>1} m
jednak z hlediska velikosti součinitele drsnosti {\displaystyle n} (viz):
{\displaystyle y=1/6} pro {\displaystyle 0,010\leqq n<0,015}
{\displaystyle y=1/5} pro {\displaystyle 0,015\leqq n<0,025}
{\displaystyle y=1/4} pro {\displaystyle n\geqq 0,025},
Se zvyšujícím se součinitelem drsnosti vlastně rychlostní součinitel podle Manninga přechází v součinitel podle Forchheimera a posléze podle Laceye.
Libý na základě vlastních experimentů doporučuje další možné zjednodušení Pavlovského vzorce pro vyšší drsnosti:
{\displaystyle y=1,6{\sqrt {n}}} pro {\displaystyle n\geqq 0,025}.
Pavlovského vzorec je sovětskou i starší tuzemskou literaturou považován za nejpřesnější. Pavlovskij udává jeho platnost v mezích {\displaystyle R\in \langle 0,1;3\rangle } [m] a {\displaystyle n\in \langle 0,011;0,040\rangle }, avšak obecně se udává, že platí v mezích podstatně širších (které ale zřejmě nejsou v žádné literatuře specifikovány).
Sribný (viz) udává vztah mezi exponentem {\displaystyle y} a součinitelem drsnosti tabelárně:
| n | <0,010 | 0,013 | 0,018 | 0,025 | 0,040 | 0,080 | 0,200 |
| y | 1/8    | 1/7   | 1/6   | 1/5   | 1/4   | 1/3   | 1/2   |

Mattas tuto tabulku aproximoval rovnicí
{\displaystyle y=1,072n^{0,462}}.
Chen Uvedl do vztahu hodnotu exponentu {\displaystyle y} a relativní absolutní drsnosti {\displaystyle R/k} kde {\displaystyle R} [m] je hydraulický poloměr a {\displaystyle k} [m] je absolutní drsnost koryta. Ve své práci uvádí tabulku závislosti {\displaystyle y=f(R/k)}, kde udává i rozmezí relativní absolutní drsnosti, v níž daný exponent platí. Překryv udávaných rozmezí relativní absolutní drsnosti je však tak velký, že lze volit téměř libovolnou hodnotu exponentu:
| y       | 1/6   | 1/5   | 1/4   | 1/3   | 1/2   | 2/3   | 1   |
| min R/k | 3,34  | 0,983 | 0,278 | 0,069 | 0,007 | 0,003 | 0,0 |
| max R/k | 316,0 | 132,0 | 56,3  | 21,0  | 7,9   | 3,2   | 1,1 |

Z provedené analýzy (viz) vyplývá, že pro větší hydraulické poloměry (ca {\displaystyle R>0,5} [m]) jsou rozdíly mezi jednotlivými výše uvedenými vztahy relativně přijatelné, poněkud vybočuje vztah Manningův, který rychlostní součinitel poněkud podhodnocuje. Pro malé hydraulické poloměry je rozptyl výsledků větší a se zmenšováním hydraulického poloměru se zvětšuje.

## Součinitele logaritmické
Logaritmický tvar Chézyho rychlostního součinitele je považován za nejsprávnější a je teoreticky nejlépe podložen. Z Prandtl-Kármánova zákona rozdělení rychlosti lze odvodit výraz pro součinitel ztráty třením v obecném tvaru Colebrook-Whiteovy rovnice:
{\displaystyle {1 \over {\sqrt {\lambda }}}=c\log {aR \over k_{s}}}
kde {\displaystyle \lambda } je součinitel ztráty třením, {\displaystyle c} je konstanta, {\displaystyle c=2,03} je převod z přirozeného logaritmu na dekadický, většina autorů zaokrouhluje na 2,00, {\displaystyle R} [m] je hydraulický poloměr a {\displaystyle k_{s}} [m] absolutní, resp. ekvivalentní písková drsnost, která se obvykle nahrazuje některým charakteristickým zrnem (např. {\displaystyle d_{ef},d_{50},d_{84}}) substrátu dna. V některých případech je hydraulický poloměr nahrazen střední hloubkou. Protože platí jednoduchý vztah
{\displaystyle {\sqrt {8 \over \lambda }}={C \over {\sqrt {g}}}},
lze Colebrook-Whiteovu rovnici snadno převést na výraz pro určení Chézyho rychlostního součinitele (viz např.,):
{\displaystyle C=4{\sqrt {2g}}\log {{aR} \over k_{s}}=4{\sqrt {2g}}{\biggl (}\log R+\log {a \over k_{s}}{\biggr )}=4{\sqrt {2g}}{\biggl (}\log {R \over k_{s}}+\log a{\biggr )}}
U nás býval doporučován výraz, odvozený Agroskinem na základě výsledků experimentů Zegždy, ve tvaru:
{\displaystyle C=4{\sqrt {2g}}(\log R+k_{a})}
kde {\displaystyle k_{a}} je tzv. součinitel hladkosti,
{\displaystyle k_{a}=\log {{2A} \over \Delta }}
kde {\displaystyle A} je konstanta a {\displaystyle \Delta } velikost výstupků stěny. Agroskin však místo použití parametru {\displaystyle \Delta } vyšel z mocninných vztahů pro Chézyho rychlostní součinitel, z nichž odvodil vztah
{\displaystyle k_{a}={{0,05643} \over n}}
kde {\displaystyle n} je součinitel drsnosti, čímž však popřel výhodnost svého jinak teoreticky dobře podloženého vzorce.
Bretting odvodil podobný vztah
{\displaystyle C=4{\sqrt {2g}}{\biggl (}\log {R \over d}+A'{\biggr )}}
kde {\displaystyle d} je efektivní zrno (též střední) a konstanta {\displaystyle A'=1,171}. Obdobný vztah odvodil na základě řady měření na našich vodních tocích Martinec (tzv. "vzorec VÚV") s hodnotou {\displaystyle A'=0,77} pro {\displaystyle d=d_{50}}. S ohledem na značně problematický způsob určení padesátiprocentního kvantilu křivky zrnitosti (v některých případech Martinec uvádí jako způsob určení dokonce i jen odborný odhad) který zrnitosti evidentně podhodnocoval, tento vzorec ve srovnání s ostatními značně vybočuje, a dává podstatně vyšší hodnoty Chézyho rychlostního součinitele (viz). Mattas určil na základě souboru více než 600 měření (vlastních i v literatuře publikovaných) na tocích vyšších gradientů s hrubozrnným substrátem {\displaystyle A'=0,41} pro {\displaystyle d=d_{50}}, resp.{\displaystyle A'=0,72} pro {\displaystyle d=d_{84}}.
Pro hrubozrnný materiál dna např. udávají Leopold, Wollman a Miller (citace viz)
{\displaystyle C=2,03\centerdot 2{\sqrt {2g}}\log {{3,11h} \over {d_{84}}}}
kde {\displaystyle h} je střední hloubka vody. Limerinos (ibid) odvodil konstantu {\displaystyle a=1,49} pro {\displaystyle d=d_{50}}, resp. {\displaystyle a=3,72} pro {\displaystyle d=d_{84}} a ve vzorci používá místo střední hloubky hydraulický radius {\displaystyle R}.
Za nejspolehlivější vztah logaritmického typu se považuje vzorec Heye
{\displaystyle C=4{\sqrt {2g}}\log {{a'R} \over {3,5d_{84}}}}
kde parametr {\displaystyle a'} se určí z Bathurstova vztahu (ibid)
{\displaystyle a'=11,1{\biggl (}{R \over h_{max}}{\biggr )}}
kde {\displaystyle h_{max}} je délka normály k omočenému obvodu, procházející místem maximální místní (bodové) rychlosti.

## Součinitele ostatní

### Ganguillet-Kutterův vztah
Jedním z prvních vztahů pro výpočet Chézyho rychlostního součinitele je vzorec Ganguilleta a Kuttera z r. 1869 (viz např.), běžně používaný ještě v 60. letech 20. století:
{\displaystyle C={{23+{{0,00155} \over i}+{1 \over n}} \over {1+{\Bigl (}23+{{0,00155} \over i}{\Bigr )}{n \over \surd R}}}}
kde {\displaystyle i} je sklon hladiny a {\displaystyle n} součinitel drsnosti, který byl v tomto vzorci použit vůbec poprvé. Autoři též stanovili jeho hodnoty pro řadu případů (viz např.). Vzorec dává podle Chowa uspokojivé výsledky i přesto, že část dat použitá k jeho odvození byla chybná (měření Abbota a Humphreyse na Mississippi).

### Stricklerův vzorec a jeho modifikace
Mezi první pokusy o zavedení charakteristického rozměru splaveninových zrn do výpočtu Chézyho rychlostního součinitele je vztah Stricklera (např.):
{\displaystyle C={{a} \over {d^{1/6}}}R^{1/6}}
Porovnáním s Manningovým vztahem pro rychlostní součinitel je evidentně
{\displaystyle n={{1 \over a}d^{1/6}}}
kde {\displaystyle a} je konstanta a {\displaystyle d} je charakteristické zrno. Vztah podle Brettinga (cit. v) platí v mezích {\displaystyle 4,32\leqq {R/d}\leqq 276}.
Konstantu {\displaystyle a} udávají různí autoři různými hodnotami pro různou charakteristickou drsnost; původní hodnoty udané Stricklerem jsou {\displaystyle a=21,1} pro pevné dno s homogenní pískovou drsností resp. {\displaystyle a=24,4} pro {\displaystyle d=d_{50}}. Další hodnoty viz.

### Mostkovův vzorec
Vzorec Mostkova se svým tvarem poněkud vymyká z řady. Byl odvozen pro hydraulicky drsná koryta přímo z Prandtlovy rovnice ve tvaru
{\displaystyle C=22\log {R \over {\Delta }}+9,5{{\Delta } \over R}+1,5}
kde {\displaystyle \Delta } [m] je tzv. "výška vlivu výstupků drsnosti". Je uvedena v tabelární formě pro různé typy povrchů a koryt, pro říční koryta lze použít tabulku závislosti {\displaystyle \Delta } na středním (efektivním) zrnu materiálu koryta:
| dstř [mm] | 3-5 | 30-75 | 50-90 | 140-180 | 180-210 | 250 |
| Δ [mm]    | 10  | 25    | 50    | 100     | 150     | 200 |

### Toky se zvýšenou drsností
Do této kategorie patří toky horské a podhorské, obvykle větších gradientů (ca {\displaystyle i>0,002-0,005}) s hrubozrnným substrátem dna a často se vyskytujícími většími valouny až balvany. Tyto toky již často spadají do kategorie toků s makrodrsností (tzn. {\displaystyle h/d_{50}<2}, resp. {\displaystyle h/d_{84}<1,2} kde {\displaystyle h} [m] je střední hloubka toku).
Bathurst uvažuje rozmístění jednotlivých makrodrsnostních prvků, které při daném průtoku převyšují hladinu volně po ploše dna, a bere poměr plochy dna {\displaystyle S_{d}} [m2] k sumě ploch těchto prvků v určitém pásu kolem příčného profilu. Jako plochu makrodrsnostních prvků lze uvažovat buď jejich průměty do svislé roviny kolmé na směr proudění {\displaystyle S_{f}} [m2], nebo jejich půdorysy {\displaystyle S_{b}} [m2]. Z těchto parametrů vyjádříme buď tzv. frontální koncentraci {\displaystyle \lambda _{1}} drsnostních prvků, nebo jejich základovou koncentraci {\displaystyle \lambda _{2}}:
{\displaystyle \lambda _{1}={\textstyle \sum \displaystyle S_{f}/S_{d}}}, resp. {\displaystyle \lambda _{2}={\textstyle \sum \displaystyle S_{b}/S_{d}}}.
Protože tyto koncentrace korelují s relativní drsností, není nutné je určovat přímým měřením, ale lze je odhadnout ze vztahů udávaných Bathurstem jako
{\displaystyle \lambda _{1}=0,139\log {{1,91d_{84}} \over R}}, resp. {\displaystyle \lambda _{2}=0,360\log {{1,52d_{84}} \over R}}.
Chézyho součinitel pak lze určit z Bathurstem odvozených empirických vztahů, při použití frontální koncentrace
{\displaystyle C={\sqrt {g}}{\Bigl (}{R \over {0,365d_{84}}}{\Bigr )}^{2,34}{\Bigl (}{b \over h}{\Bigr )}^{7(\lambda _{1}-0,08)}},
resp. při použití základové koncentrace
{\displaystyle C={\sqrt {g}}{\Bigl (}{R \over {0,748d_{84}}}{\Bigr )}^{5,83}{\Bigl (}{b \over h}{\Bigr )}^{7(\lambda _{2}-0,08)}}.
Uvedené vztahy podle Bathursta platí pro {\displaystyle d_{16}\in \langle {0,103;0,135}\rangle } [m], {\displaystyle d_{50}\in \langle {0,185;0,270}\rangle } [m], {\displaystyle d_{84}\in \langle {0,103;0,135}\rangle } [m].